# بيتا (منظمة)
بيتا (منظمة الأشخاص الذين يطالبون بمعاملة مساوية للحيوانات) (بالإنجليزية: PETA (People for the Ethical Treatment of Animals)‏ هي منظمة اميريكية تطالب بمساواة حقوق الحيوانات و مقرها في فيرجينيا بقيادة انجريد نيوكيرك وهي رئيسة المنظمة العالمية . بيتا منظمة غير ربحية تهدف إلى حماية الحيوانات ولديها 389 موظف وتزعم ان لديها أكثر من 5 ملايين من المؤيدين والأعضاء و هي أكبر مجموعه لحماية حقوق الحيوانات في العالم وشعارها هو «الحيوانات ليست ملكنا لنأكلها أو نلبسها أو نقوم بتجارب عليها أو ان نستخدمها لترفيهنا أو ان نضايقها بأي شكل من الأشكال».

## تأسيسها
تم تأسيس منظمة بيتا في شهر مارس عام 1980 من قبل نيوكيرك وصديق آخر مؤيد لحقوق الحيوانات اسمه أليكس باتشيكو وحازت بيتا على الانتباه في عام 1981 بعد قضية القرود التي تم إجراء تجارب عليها بعد ذلك استمرت القضية وفي عام 1985 اشتهرت بيتا بأنها منظمة عالمية لحماية حقوق الحيوانات وهي تركز حاليا في قضايا قتل حيوانات المزارع و بيع فراء الحيوانات وإجراء التجارب على الحيوانات وتشن حملات ضد قتل الحيوانات وصيدها و اكل لحومها واستخدامها للترفيه ووضعها في الأقفاص و مصارعة الثيران و الكلاب والديوك .
تعرضت منظمة بيتا لكثير من الانتقادات خصوصا من الشركات الكبرى التي تعارض بيتا إرادتها وتفضح اسرارها حول إجراء تجارب على الحيوانات واطلق عليهم غاري فرانسوا لقب مصلحي الحيوانات واتهمهم بأنهم يطالبون بمصالح الحيوانات وليس حقوق الحيوانات وأيضا تعرضت بيتا للانتقاد في استخدامها المسيء للنساء في حملاتها ضد بيع فراء الحيوانات حيث تقوم بالتقاط صور للنساء المشاركات في الحملة وهن عاريات تماما تحت شعار حمله ( أفضل ان أصبح عاريا على ان ارتدي فراء الحيوانات ) بالإنجليزية (I'd rather go naked than wear fur) و تم تشبيه النساء المشاركات في الحملة بأنهن كالعاهرات لكن تبرر منظمة بيتا ذلك بأن تصوير النساء وهن عاريات يتم بإرادتهن واشتركت بعض النساء المشهورات في تلك الحملة مثل كلوي كارداشيان وكريستيان سيراتوس وأخريات .

## المقر الرئيسي
كان مقر بيتا في روكفيل في ماريلاند حتى عام 1966 حيث انتقلت إلى نورفولك في فيرجينيا و افتتحت منظمة بيتا فرعا في مدينة لوس انجلوس في كاليفورنيا عام 2006 .

## الفلسفة والنشاطات
تقول بيتا انها منظمة لحقوق الحيوانات وهي ترفض فكرة الاعتقاد بأن الحيوانات ملكية للإنسان وترفض استخدام الحيوانات بأي شكل من الأشكال مثلا : اكل لحومها أو استخدام فراءها أو استخدامها للترفيه كما في حدائق الحيوانات والأراضي المائية التي يتم فيها حبس الأسماك و الدلافين بنية عرضهم لترفيه الناس .
قالت نيوكيرك في إحدى تصريحاتها : «عندما يتعلق الأمر بالأحاسيس مثل الجوع والعطش و الإحساس بالألم في الجرذ (الفأر) يصبح مثل الخنزير مثل الكلب مثل الولد» أي ان كل الحيوانات لها مشاعر واحاسيس مثل البشر ولكن تم انتقاد مجموعة بيتا من قبل منظمات أخرى لحقوق الحيوانات لأن بيتا صرحت بأنها مستعدة لتتعامل مع شركات تقوم باستخدام الحيوانات بطرق محددة وردت نيوكيرك على الانتقادات بقولها ان بيتا منظمة تحاول إيقاف الخط الراديكالي بموضوع حقوق الحيوانات .
تقوم بيتا بحماية حقوق الحيوانات بكل الأشكال وتقف بيتا ضد تعبئة اللحوم واماكن ذبح الحيوانات واستخدام فراء الحيوانات وتروج بيتا لنمط حياة النباتية التي تطالب فيها الناس بأن يصبحوا نباتيين ليساعدوا في حماية الحيوانات وتقوم بيتا بالتسلل إلى داخل مصانع تخرين اللحوم وإلى اماكن ذبح الحيوانات لتثبت ان هذا الأمر غير عادل وتقوم بالتقاط صور لكيفية ذبح الحيوانات وتخزينها مما يجعل كل من يشاهد تلك الصور يرغب بأن يبتعد عنها وان يصبح نباتيا وأيضا تعرضت بيتا لإنتقادات في هذا الموضوع
تضم مجموعة بيتا حوالي 300 موظف وأكثر من 3 ملايين عضو ومؤيد و تلقت أكثر من 32 مليون دولار من التبرعات في عام 2009 و تلقى موقع بيتا الإلكتروني أكثر من 4 ملايين زيارة في الشهر الواحد وتستخدم بيتا أكثر من 80% من ميزانيتها في البرامج والحملات التي تقوم بها و 15% في زيادة الأرباح لتقوم بحملات أخرى و 5% لتوظيف المدراء والعاملين فيها
غادر أليكس باتشيكو المجموعة في عام 1999 و منذ ذلك ترأست انجريد نيوكيرك المنظمة ومعها ترايسي رايمان ودان ماثيوز و هو رئيس الحملات

## الحملات والمقاطعات
تعرف منظمة بيتا بأنها عنيفة جدا في حملاتها ضد الشركات وهي مدعمة جدا من مجموعة من المشاهير مثل : باميلا اندرسون ودرو باريمور وأليك بالدوين و آخرين وهم يظهرون في عدة إعلانات لمنظمة بيتا .
تقوم بيتا بإعطاء جوائز سنوية تسمى جائزة البروغي (The Proggy Award) حيث تمنح للأشخاص أو المنظمات الذين يساعدون ويبحثون في مصلحة الحيوانات وذلك تقديرا لاجتهادهم في إيجاد حلول للمساعدة في البحث عن مصلحة الحيوانات .
معظم حملات بيتا تركز على مجموعة الشركات الكبيرة مثل شركة دجاج كنتاكي KFC و مطاعم ويندي و بيرغر كينغ اما في مجال إجراء تجارب على الحيوانات فركزت على شركات المستحضرات التجميلية مثل افون وبينيتون و بريستون مايرس سكويب وشركة داو للكيماويات .
نجحت بيتا عن طريق حملاتها في إقناع كل من سلسلة مطاعم ويندي وشركة بيرغر كينغ بإضافة وجبات نباتية في المطاعم السريعة وتوقفت شركة بيتكو عن بيع الحيوانات الأليفة وتوعدت شركة بولو رالف لورين بأنها لن تستخدم الفراء مجددا ووعدت شركات بينيتون وافون تونكا توي وإستي لاودر بألا يقوموا بإجراء تجارب على الحيوانات من اجل فحص المستحضرات التجميلية وأيضا قامت منظمة بيتا بإقناع البنتاغون بإيقاف إطلاق النيران على الخنازير بغرض التدريب العسكري وتم إغلاق مذبح للحيوانات في ولاية تكساس وهذه الانتصارات تدل على ان منظمة بيتا تقوم بتأثير فعلي جدا في تغيير حقوق الحيوانات .
أيضا في حملة (أفضل ان أصبح عاريا على ان ارتدي فراء الحيوانات) قامت منظمة بيتا بمقاطعة عدد من عروض الأزياء في الولايات المتحدة و في أوروبا وآسيا حيث قاموا بإلقاء طلاء احمر في ممر العرض وقام عدد من المشاهير بالتعري تماما من اجل هذه الحملة معظم المشاهير من النساء لكن يوجد رجال أيضا شاركوا في حملة ضد الفراء (Anti Fur Campaign) و تلقت بيتا انتقادات لاذعة في هذه الحملة واتهمت بأنها تروج لحملاتها عن طريق صور عارية للمشاهير وهذا ما نفته بيتا وقالت نيوكيرك في إحدى تصريحاتها ان تصوير النساء يتم بمحض إرادتهن وان بيتا لا تفرض عليهن ذلك ولا تعرض عليهن أي مبالغ مالية بل يتم برغبتهن في حماية حقوق الحيوانات واشتركت عدة من المشاهير في هذه الحملة مثل كلوي كارداشيان و كريستيان سيراتوس التي هي من اشد مناصري بيتا وهي نباتية منذ عمر الثامنة .
كما تقوم بيتا بحملات أخرى كثيرة جدا مثل حملات دعم حيوانات البحار والفقمة و تقف ضد شركات صناعة الفراء واستخدام الحيوانات في الترفيه واصطياد الحيوانات وتقوم بفضح عدد من شركات التجميل التي تجري تجارب على الحيوانات وتصور مشاهد واقعية من داخل مذابح الحيوانات وتقف بيتا في وجه كل من يحاول التعدي على الحيوانات بأكلها أو صيدها أو إجراء تجارب عليها أو استخدامها للتدريب أو كل ما يؤدي إلى مضايقتها بأي شكل من الأشكال وهذا ما ينص عليه شعار منظمة بيتا التي تطالب بحقوق مساوية لحقوق البشر عند التعامل مع الحيوانات .